# Eduardo de Sousa
Eduardo de Sousa (1909 – 2004) foi um escritor e educador indo-português, cujas obras refletiu a experiência de elite luso-goense no período colonial.

### Biografia
Eduardo de Sousa nasceu em 1909 em Saligão, Goa, em uma família de bhatkars (latifundiários), do nono vangodd (clã) da região. Ele estudou no Liceu Afonso de Albuquerque e depois cursou farmácia na Escola Médico-Cirúrgica de Goa. No entanto, ele acabou seguindo carreira na educação, tornando-se professor do ensino primário.
Durante sua juventude, Sousa buscou ampliar seus conhecimentos e fez vários cursos no Liceu de Goa. Em 1936, estudou Marathi; em 1943, aprendeu sobre Economia Política, Direito Administrativo e Estatística; e, em 1945, estudou Organização Política e Administração da Nação Portuguesa.
Em 1958, Sousa começou a trabalhar como professor no Liceu de Goa, onde permaneceu até se aposentar. Diferente de muitos dos seus contemporâneos, ele nunca passou longos períodos fora de Goa. Eduardo de Sousa faleceu em 2004.

### Obra literária
- Cartas sem Destino (1948) – Coletânea de escritos, atualmente considerada perdida.
- O Juiz Patusco (1961) – Comédia, publicada pouco antes do fim do domínio português em Goa.
- Nas Margens do Mandovi: Retalhos da Minha Vida (1977) – Mistura de autobiografia, anedotas e memórias pessoais.
- Contos que o Vento Levou (1985) – Coletânea de dezoito contos transmitidos pela All-India Radio em 1974.